# Astragalus macrotropis
Astragalus macrotropis är en ärtväxtart som beskrevs av Aleksandr Andrejevitj Bunge. Astragalus macrotropis ingår i släktet vedlar, och familjen ärtväxter. Inga underarter finns listade i Catalogue of Life.